# Núri el-Máliki
Núri Kámil Muhammad Haszan el-Máliki (arab betűkkel نوري كامل محمّد حسن المالكي, tudományos átiratban Nūrī Kāmil Muḥammad Ḥasan al-Mālikī; Dzsanádzsa, 1950. június 20. –) iraki arab, síita muszlim politikus, 2006–2014 között Irak miniszterelnöke.

## Élete
A Kerbela és Hilla közti Dzsanádzsa faluban született. A Bagdadi Egyetemen szerzett diplomát arab irodalomból. Még az egyetemi évei alatt lépett be az Iszlám Daava Pártba, melynek napvilágra kerültével 1979-ben kénytelen volt elhagyni a hazáját. Jordánián keresztül Szíriába menekült. 1982-ben Iránba ment, ahol 1990-ig Teheránban élt, majd visszatért Damaszkuszba. Itt 2003-ig maradt és a pártján belül szervezte a Szaddám Huszein elleni fellépéseket, illetve az al-Maukif („Álláspont”) című lapot szerkesztette.

## Külső hivatkozások

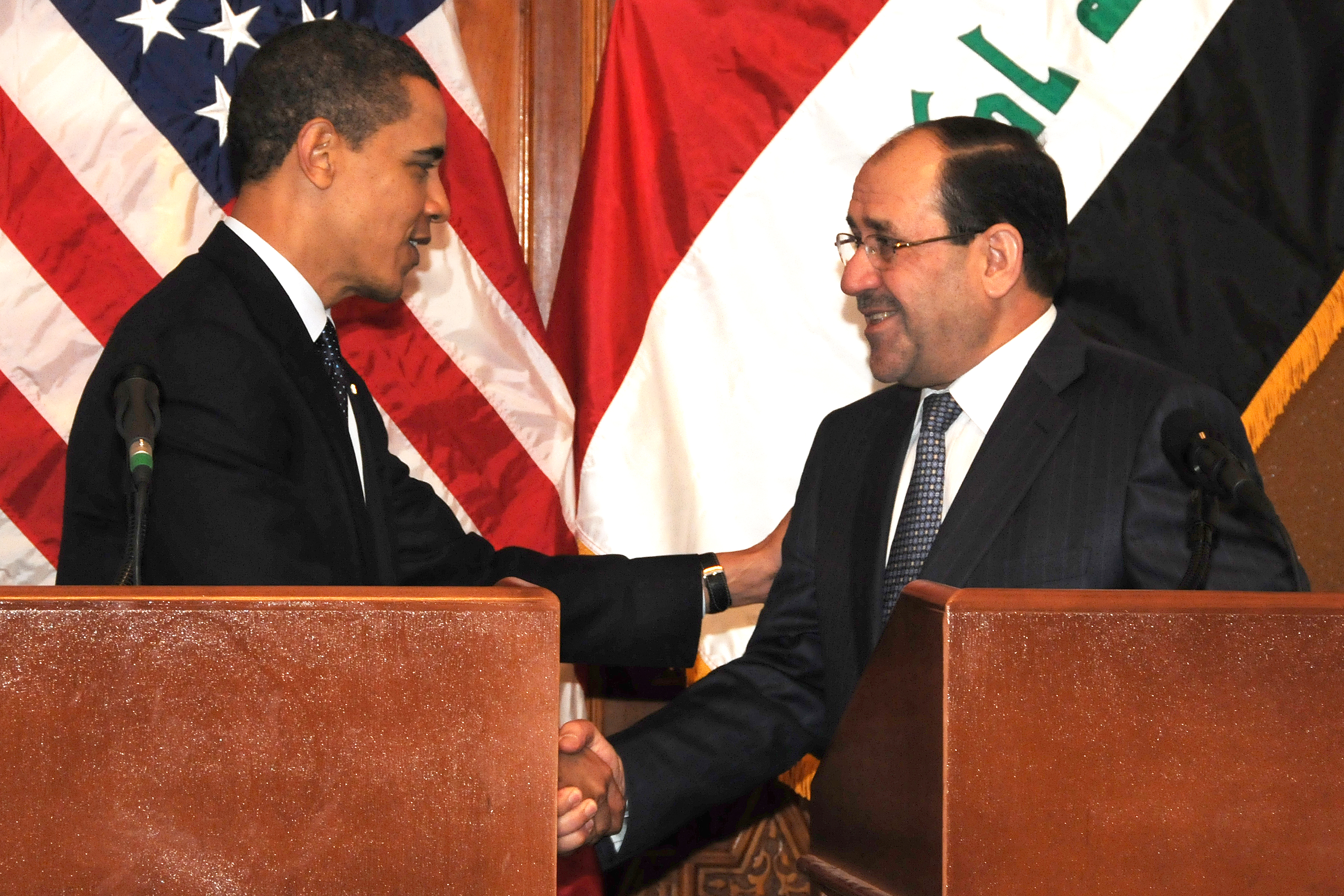
Barack Obama és Núri el-Máliki kézfogása (2009. április 7.)

- Az Iraki Miniszterelnöki Hivatal